# Le Bouchet-Mont-Charvin
Le Bouchet-Mont-Charvin är en kommun i departementet Haute-Savoie i regionen Auvergne-Rhône-Alpes i sydöstra Frankrike. Kommunen ligger i kantonen Thônes som tillhör arrondissementet Annecy. År 2022 hade Le Bouchet-Mont-Charvin 249 invånare.

## Befolkningsutveckling
Antalet invånare i kommunen Le Bouchet-Mont-Charvin
| Referens: INSEE |